# Młyn Leśnica we Wrocławiu
Młyn Leśnica (Młyn wodny Leśnica, Mühle Deutsch Lissa) – młyn wodny położony we Wrocławiu na rzece Bystrzyca. Młyn mieści się w budynku przy ulicy Średzkiej 1. Administracyjnie przynależy do osiedla Leśnica. Położony jest na lewym brzegu rzeki, tuż powyżej Mostów Średzkich. Powyżej młyna znajdowało się ujęcie wody, z którego pobierana była woda do rynny roboczej młyna, a poniżej woda uchodziła do niewielkiego ramienia rzeki.
W miejscu tym młyn istniał już XVI wieku, a wcześniej widnieje on na spisie wójtostwa już z 1398 roku. Obecny budynek powstał w 1932 roku. Młyn funkcjonował do lat 70. XX wieku. Jednak jego historia jest znaczenie wcześniejsza; już w 1355 roku starosta wrocławski potwierdza kolejną sprzedaż (dla Anny mieszczki wrocławskiej) młyna w Leśnicy. Księga podatkowa księstwa wrocławskiego z 1425 roku informuje, między innymi o młynie sześciokołowym. W roku 1459 Leśnica doznała zniszczeń, gdy wrocławianie okrążyli miasteczko – spalili wówczas resztę domów wraz z młynem.